# Malinówka (rejon małorycki)
Malinówka (biał. Малінаўка, Malinauka; ros. Малиновка, Malinowka) – wieś na Białorusi, w obwodzie brzeskim, w rejonie małoryckim, w sielsowiecie Czerniany.

## Historia
W dwudziestoleciu międzywojennym leżała w Polsce, w województwie poleskim, do 12 kwietnia 1928 w powiecie brzeskim, w gminie Wielkoryta, następnie w powiecie kobryńskim, w gminie Nowosiółki.
W 1921 wieś liczyła 58 mieszkańców. Wszyscy oni byli Białorusinami wyznania prawosławnego.
Po II wojnie światowej w granicach Związku Sowieckiego. Od 1991 w niepodległej Białorusi.